# Ten Summoner's Tales
Ten Summoner's Tales är artisten Stings fjärde studioalbum, utgivet i mars 1993.
Albumet var det första att spelas in i Stings nya inspelningsstudio i hans hem Lake House, ett hus som byggdes 1578 i Wiltshire. Från albumet släpptes flera låtar som singlar, i olika länder och format. If I Ever Lose My Faith in You och Fields of Gold blev de mest framgångsrika på topplistorna. 
Stings egna version av It's Probably Me fick också plats på albumet. Den första versionen hade tidigare spelats in tillsammans med Eric Clapton och släppts året innan till filmen Dödligt Vapen 3.
Världsturnén nådde Sverige och Globen den 24 augusti 1993.

## Låtlista
1. "Prologue (If I Ever Lose My Faith in You)" (Sting) - 4:31
2. "Love Is Stronger Than Justice (The Munificent Seven)" (Sting) - 5:11
3. "Fields of Gold" (Sting) - 3:42
4. "Heavy Cloud No Rain" (Sting) - 3:47
5. "She's Too Good for Me" (Sting) - 2:30
6. "Seven Days" (Sting) - 4:39
7. "Saint Augustine in Hell" (Sting) - 5:17
8. "It's Probably Me" (Sting, Eric Clapton, Michael Kamen) - 5:09
9. "Everybody Laughed but You" (Sting) - 3:53
10. "Shape of My Heart" (Sting, Dominic Miller) - 4:38
11. "Something the Boy Said" (Sting) - 5:28
12. "Epilogue (Nothing 'bout Me)" (Sting) - 3:41

## Singlar
- "It's Probably Me" (Augusti 1992, med Eric Clapton, Dödligt Vapen 3 Soundtrack)
- "If I Ever Lose My Faith in You" (Februari 1993)
- "Seven Days" (April 1993)
- "Fields of Gold" (Juni 1993)
- "Shape Of My Heart" (Augusti 1993)
- "Love Is Stronger Than Justice (The Munificent Seven)" (September 1993, Tysk utgåva)
- "Nothing 'Bout Me" (Februari 1994)[7]